# Blackhawk-Camino Tassajara
Blackhawk-Camino Tassajara es un lugar designado por el censo ubicado en el condado de Contra Costa en el estado estadounidense de California. En el año 2000 tenía una población de 10.048 habitantes y una densidad poblacional de 416.9 personas por km².

## Geografía
Blackhawk-Camino Tassajara se encuentra ubicada en las coordenadas 37°48′36″N 121°54′50″O / 37.81000, -121.91389. Según la Oficina del Censo, la ciudad tiene un área total de 24,1 km² (9,3 mi²), de la cual 24,1 km² (9,3 mi²) es tierra y 0 km² (0 mi²) (0%) es agua.

## Demografía
Según la Oficina del Censo en 2000 los ingresos medios por hogar en la localidad eran de $154,598, y los ingresos medios por familia eran $155,904. Los hombres tenían unos ingresos medios de $100,000 frente a los $58,378 para las mujeres. La renta per cápita para la localidad era de $66,972. Alrededor del 0.9% de la población estaban por debajo del umbral de pobreza.